# Marce della pace a Sarajevo
Le marce (o carovane) della pace a Sarajevo sono state delle azioni dirette non violente messe in atto durante la guerra dei Balcani dal Movimento pacifista e nonviolento italiano in collaborazione con altre associazioni internazionali.

## Le motivazioni
Fin dall'inizio del conflitto, scoppiato con la proclamazione di indipendenza da parte del governo Croato nella primavera del 1991, il Movimento pacifista (già mobilitato in quei tempi dal coinvolgimento dello Stato italiano nella Guerra del Golfo) si mobilitò per promuovere iniziative diplomatiche che potessero scongiurare la deriva bellica.
Lo strumento individuato per intervenire nella zona fu quello della interposizione fisica tra le parti in conflitto. Partendo dal presupposto che, al seguito di persone famose e conosciute a livello politico e religioso, la copertura massmediatica internazionale avrebbe garantito la salvaguardia delle vite umane dei partecipanti, alcuni movimenti pacifisti italiani organizzarono carovane itineranti composte da centinaia di persone disarmate, con l'intento di invadere pacificamente i luoghi dove il conflitto era più acuto.
Le azioni dovevano risultare neutrali rispetto alle parti in conflitto, puntando sulla necessità di una mediazione che portasse a superare le ostilità. Erano quindi rivolte soprattutto ai membri di tutte le confessioni religiose presenti, per mezzo delle quali venivano sovente fomentati gli odi etnici.

## La prima carovana di pace

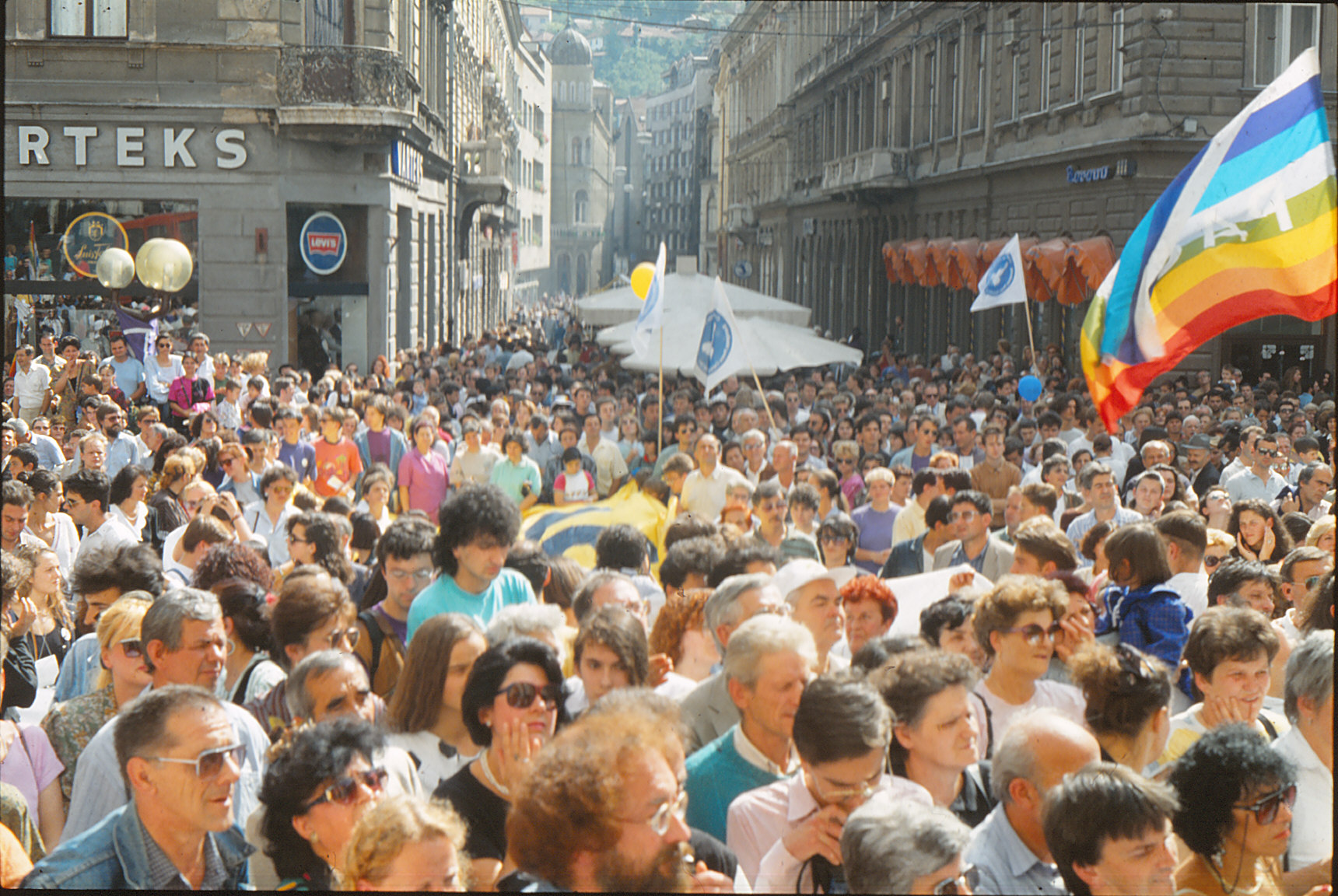
Marcia della pace da Trieste a Sarajevo, ottobre 1991

Dal 25 al 29 settembre 1991 ci fu la realizzazione di una prima "Carovana europea di pace" promossa dalla co-presidente jugoslava Sonja Licht della Helsinki Citizens' Assembly e sostenuta in Italia dall'Associazione per la pace e dall'Arci.
Scopo principale della carovana era “appoggiare tutti i movimenti e gli sforzi di pace in Jugoslavia, sostenendo la necessità di fermare subito la guerra, cercare una soluzione negoziata del conflitto, sottolineare il valore della democrazia come presupposto essenziale per trovare soluzioni adeguate, rispettare i diritti dei popoli e delle persone, in particolare delle minoranze, testimoniare e sollecitare il coinvolgimento delle istituzioni e dei cittadini europei nella composizione pacifica dei conflitti”.
Circa 400 cittadini, tra cui alcune autorità politiche (Eugenio Melandri, Luciana Castellina, Birgit Cramon Daiber, Cesare De Piccoli, il vice-presidente Roberto Formigoni, Giorgio Rossetti ed Alex Langer, deputati al Parlamento europeo), partendo a bordo di dieci pullman da Trieste e da Skopje raggiunsero Sarajevo, dove al termine di un'assemblea in piazza, con discorsi e canti in molte lingue, formarono una catena umana mano nella mano collegando la cattedrale cattolica a quella ortodossa alla moschea ed alla sinagoga.
La manifestazione si concluse con un concerto al quale presero parte anche i Litfiba, i Nomadi e il jazzista Gaetano Liguori.
Il Parlamento europeo sostenne esplicitamente la "carovana europea di pace" nella sua risoluzione sulla Jugoslavia dell'11 settembre 1991 (punto 18).

## La marcia a Sarajevo
La dichiarazione di indipendenza da parte del governo bosniaco il 3 marzo 1992 e il conseguente assedio alla città di Sarajevo, capitale della Bosnia ed Erzegovina il 6 aprile 1992 da parte delle forze serbe (conclusosi nell'ottobre 1995) fecero precipitare la situazione nei Balcani.
L'associazione padovana Beati costruttori di pace, guidata dal prete diocesano don Albino Bizzotto, decise di lanciare, dalle colonne del numero di settembre della omonima rivista ("Disarmati a Sarajevo"), un'iniziativa aperta a chi, interpretando le teorie della nonviolenza, voleva unirsi a loro per invadere pacificamente la città e interrompere così, anche se per pochi giorni, l'assedio, con lo slogan In 100.000 a Sarajevo poi corretto più realisticamente in Anch'io a Sarajevo. Risposero un centinaio di associazioni religiose e laiche, tra cui Arci, Acli, Pax Christi e l'Associazione per la pace.
L'azione diretta era supportata da una proposta politica elaborata dal prof. Antonio Papisca dell'Università di Padova che mirava a sostituire nei meccanismi decisionali l'Onu, visto come un organismo internazionale non più super partes, con una Onu (o diplomazia) dei popoli, costruita dal basso e avente come ossatura le organizzazioni umanitarie maggiormente riconosciute. Il prof. Papisca chiarì i motivi politici dell'iniziativa dalle colonne di diversi giornali.
Per preparare i 1.500 aderenti all'iniziativa vennero organizzati dei corsi di formazione alle tecniche di azione diretta nonviolenta e all'applicazione del Metodo del consenso in collaborazione con la Rete di Formazione alla Nonviolenza (a Bologna, Roma, Napoli e a Torino, dove furono ospitati dai Salesiani dell'oratorio del Valdocco). Furono creati dei gruppi di affinità di circa 10 persone l'uno, dotati ognuno di un rappresentante ufficiale votato dai componenti, allo scopo di velocizzare la comunicazione ed i processi decisionali.
La campagna fu completamente autofinanziata con una raccolta fondi che coinvolse anche la Campagna di obiezione alle spese militari e i giocatori del Padova.
Don Bizzotto compì un viaggio esplorativo nell'ottobre 1992, incontrando il vicesindaco della città, il rappresentante del centro internazionale di pace Ibrahim Spahic ed altre autorità politiche e raccogliendo la loro richiesta di intervento, che venne fissato nella settimana tra il 7 ed il 13 dicembre. L'obiettivo era quello di giungere nella capitale il 10 dicembre in occasione della giornata internazionale dei diritti umani.
Intanto una parte della stampa nazionale accusava il movimento di ignavia e di connivenza con i carnefici.
Nonostante le numerose pressioni da parte del governo italiano per farli desistere, partiranno da Ancona 496 persone, tra i 18 e i 72 anni, di 8 diversi paesi (la stragrande maggioranza italiani, 43 spagnoli, una decina di inglesi e cinque monaci giapponesi), suddivisi in 36 gruppi di affinità. Tra loro 18 medici e 18 infermieri, i parlamentari Eugenio Melandri, Martino Dorigo, Chicco Crippa, Paolo Zanini e Galileo Guidi, il giornalista del Tg3 Raniero La Valle, il saggista Gianfranco Bettin, gli inviati di Avvenire, Giuliano Ragno, de Il manifesto, Mario Boccia, di Avvenimenti, Michele Gambino, e di Famiglia Cristiana, Alberto Chiara, il padre dehoniano Angelo Cavagna, il guardiano francescano del Convento di Assisi Nicola Giandomenico, il vescovo di Ivrea monsignor Luigi Bettazzi e il leader spirituale della marcia, il vescovo di Molfetta monsignor Tonino Bello. Il deputato Roberto Formigoni, dopo aver dato la sua adesione, deciderà all'ultimo momento di non partire, mentre il deputato Giovanni Bersani raggiungerà autonomamente la carovana a Spalato e la accompagnerà fino a Kiseljak.
L'appuntamento viene fissato per la sera del 7 dicembre 1992 ad Ancona, dove ad attenderli è la motonave Liburnija. Ogni partecipante ha con sé cibo ed acqua per quattro giorni. La carovana è composta da dieci bus, due ambulanze della Regione Veneto e un pulmino verde che apre la strada.
Il viaggio è turbolento e la nave, rischiando il naufragio, arriva a Spalato la sera del giorno dopo con quasi dodici ore di ritardo. Subito dopo l'approdo la carovana prosegue per Makarska dove alloggia in un albergo. Il giorno seguente raggiunge il posto di blocco di Kiseljak dove viene fermata per due giorni dalle autorità serbe, alloggiando in una scuola offerta dal sindaco della cittadina.

L'11 dicembre alle 17, dopo lunghe contrattazioni e aver rifiutato ogni tipo di accompagnamento armato da parte delle truppe Onu, avviene l'ingresso in Sarajevo. Un gruppo di dieci persone, tra cui il giornalista Alfio Nicotra, viene accolto dal vicepresidente del distretto di Ilidža (la parte occidentale della città in mano ai serbi), il comandante Velibor Veselinovic, che li trattiene nella zona sotto la sua influenza. Gli altri raggiungono la zona in mano ai musulmani e, dopo una notte passata in una scuola, partecipano il giorno successivo a varie iniziative con le confessioni religiose presenti. Don Tonino Bello pronuncia un discorso nel cinema "Prvi Maj" ricordando i motivi dell'iniziativa: 
Nel pomeriggio avviene il raduno presso il cinema Radnik, il ritorno a Kiseljak e poi l'imbarco a Zara per il ritorno. Le ambulanze verranno donate ai due contendenti.
Come detto, l'attenzione dei mezzi di comunicazione era tra gli obiettivi principali dell'iniziativa per garantire copertura politica ai partecipanti e anche per sperare in un ravvedimento da parte dell'Onu di fronte all'eco creata. Oltre ad alcuni quotidiani schierati politicamente, come l'Avvenire, L'Unità, Famiglia Cristiana e il Manifesto (che pubblicherà il diario della marcia di Monsignor Tonino Bello), e alle riviste di area (Rocca, le riviste missionarie e pacifiste), il percorso della marcia fu seguito quotidianamente dall'inviato speciale del Tg5 Mimmo Lombezzi e da La Stampa, che attraverso il giornalista Oreste Del Buono manifestò una chiara simpatia per l'iniziativa, dedicando molti spazi nella rubrica “Risponde Odb” da lui curata e un articolo in prima pagina. L'iniziativa fu invece stigmatizzata dai quotidiani di destra, da Angelo Panebianco dalle colonne del Corriere della Sera e, con sorpresa, anche dal Movimento nonviolento, che in un editoriale su Azione nonviolenta a firma del presidente Stefano Benini e del direttore della rivista Massimo Valpiana criticò l'iniziativa per aver posto obiettivi irrealizzabili senza calibrarli in base alle reali possibilità.
L'eco dell'iniziativa, che aveva comunque interrotto l'assedio alla città dopo 250 giorni, dimostrando la possibilità di intervenire anche pacificamente per risolvere il conflitto, faticò però a superare i confini nazionali. Sulla marcia si addensarono inoltre alcuni sospetti per la presenza, con compiti organizzativi di alto livello, di due personaggi fondamentali per il successo dell'iniziativa: l'americano (di origine palestinese) Curtis Dobbler ed il siriano (con passaporto inglese) Atris Sadallah, che avrebbero irritato i componenti di una delle fazioni presenti: l'avvertimento giunto qualche mese dopo ai Beati costruttori di pace presenti a Sarajevo ("state attenti che ve la facciamo pagare") potrebbe essere legato all'assassinio del pacifista e membro dell'associazione Gabriele Moreno Locatelli l'anno successivo la marcia.

## La marcia Mir Sada

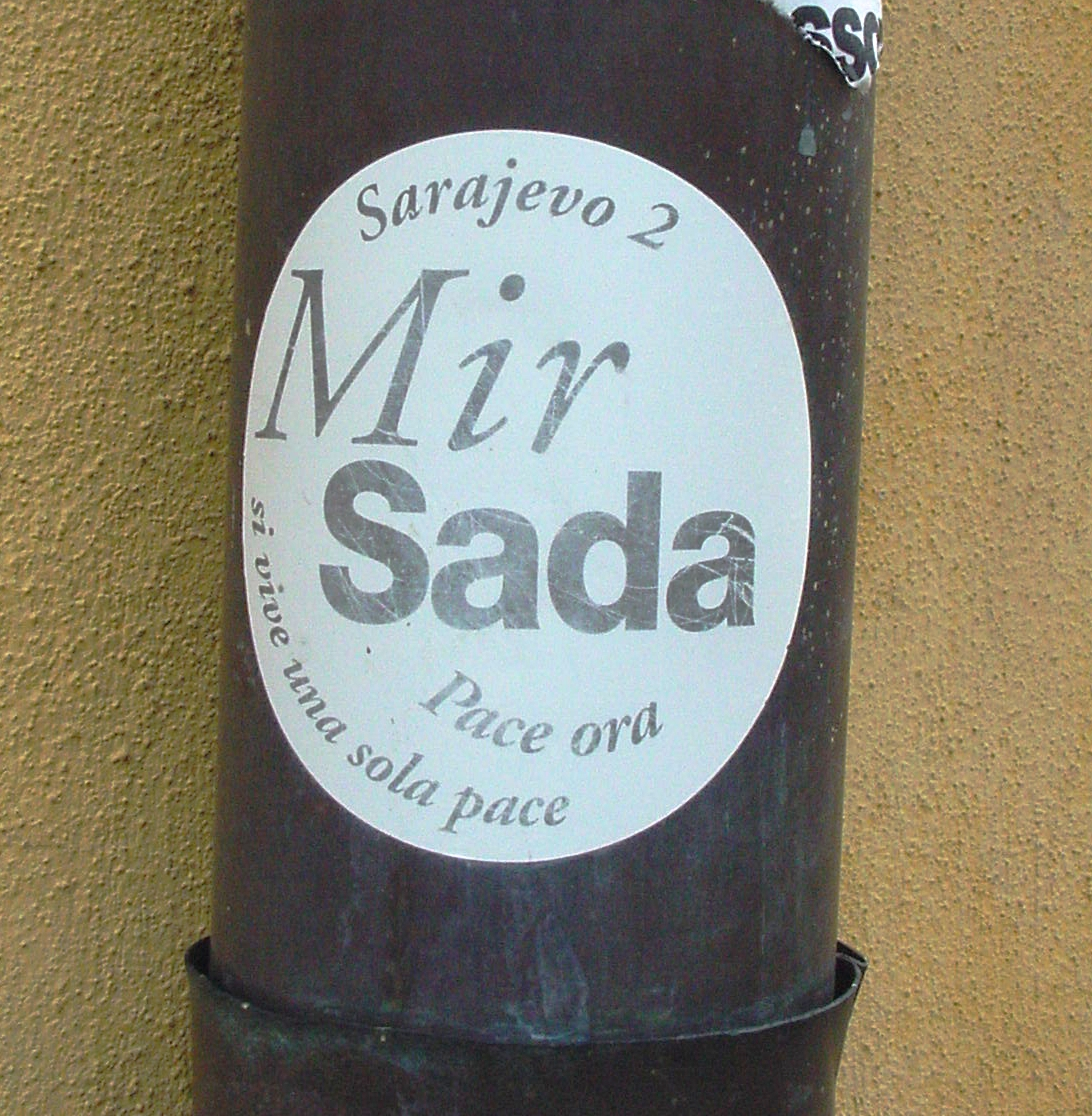

Al ritorno da Sarajevo i Beati costruttori di pace pensano di avere individuato un metodo per influire nel conflitto balcanico e per rispondere anche ad alcune critiche sulla marcia di dicembre, considerata estemporanea; rilanciano nel marzo successivo il progetto Si vive una sola pace che consiste nell'organizzare una presenza a rotazione continua dal 25 giugno al 15 settembre 1993, nella città bosniaca e nelle cittadine limitrofe Ilidža e Kiseljak, di gruppi di pacifisti composti da 60/80 persone, sfruttando il ponte aereo garantito dalle associazioni internazionali umanitarie.
In quei giorni viene aperto un ufficio nella città assediata da dove viene smistata la posta che giornalisti e volontari, usando il ponte aereo, trasportano dentro e fuori dalla città, distribuendola alla popolazione e ricongiungendola idealmente con il mondo esterno. Vengono inoltre attuate piccole attività di mediazione e di riavvicinamento tra le due parti in conflitto.
L'obiettivo principale è però organizzare un'altra marcia, dal 4 al 14 agosto, nel momento di massima disponibilità delle persone, composta da migliaia di pacifisti. Annunciata in aprile, prenderà il nome di Mir Sada (pace subito in serbo-bosniaco) e verrà aperta anche ad altre organizzazioni internazionali come la lionese Equilibre, il cui presidente Alain Michel diventerà responsabile della marcia, e la setta Nipponza Myohoju, che vede in prima linea la reverenda Catharina Reholn, svedese, e il reverendo Gjoso Morishita. Pax Christi partecipa con il suo esponente don Renato Sacco, i Cappuccini con il segretario nazionale padre Fabrizio Forti, le Acli con il loro vicepresidente Franco Passuello ed il presidente Giovanni Bianchi, l'Arci con Tom Benetollo e il presidente Giampietro Rasimelli, mentre il comune di Collegno (TO) delega alla partecipazione il suo assessore alla pace Lucetta Palitto. I parlamentari sono rappresentati da Chicco Crippa, tra i giornalisti Dino Frisullo e Marinella Correggia de Il Manifesto, Massimo Gramellini per La Stampa. Presente anche l'ex militante di Lotta Continua Ovidio Bompressi.
Partecipano ufficialmente anche tre obiettori di coscienza in servizio civile di Torino, partiti nonostante i comandi militari abbiano rifiutato la concessione del permesso per l'espatrio; sono sostenuti anche dal consiglio comunale e dal sindaco della città Valentino Castellani che scrivono al Ministro della Difesa Fabio Fabbri chiedendogli di autorizzare la missione. Saranno i primi di un gruppo di cinquanta che nel corso di due anni trasgrediranno alla legge, aprendo così la strada ad una sua modifica che avverrà con la legge 230 del 1998 e che permetterà agli obiettori di coscienza in servizio civile di prendere parte a missioni al di fuori dei confini nazionali.
Il posto di don Tonino Bello, morto in aprile per un male incurabile, verrà rilevato idealmente da un altro vescovo, quello di Santa Rufina, Diego Natale Bona, che rappresenterà anche la Caritas e parteciperà insieme a monsignor Luigi Bettazzi.
Ad attenderli la sera del 1º agosto sul molo di Ancona la motonave Ivan Zaic, che imbarcherà solo 1200 dei 2000 aderenti (circa 638 gli italiani, 150 i francesi, 60 statunitensi) a causa della insicurezza del viaggio, con 44 automezzi e tre tir contenenti 150 tonnellate di generi alimentari e medicinali, per arrivare a Spalato la mattina successiva. Altri pacifisti italiani si congiungono con le prime colonne di pacifisti europei provenienti da Ginevra attraverso la costa dalmata. 
Ma le condizioni politiche sono mutate rispetto ad un anno prima: pressati dai consiglieri dell'ONU, le autorità croate rifiutano i visti e i mezzi per il passaggio nel territorio da loro controllato; il vescovo di Spalato rilascia un'intervista in cui accusa serbi e musulmani di fomentare l'odio e a molti partecipanti torna in mente quanto accaduto a tre pacifisti italiani il 29 maggio precedente.
Dopo aver bivaccato allo stadio di Spalato per due giorni, il 4 agosto la carovana si muove verso Sarajevo, ma a causa della scarsa disponibilità dei mezzi, partono solo in 400 accampandosi sulle rive del lago Ramsko, a 15 km da Prozor. 
Il 6 agosto i vertici di Equilibre decidono di abbandonare la carovana perché considerano il viaggio troppo pericoloso, creando lo scompiglio tra i promotori e una insanabile dicotomia. 
L'8 agosto, seguendo il consiglio dell'ex presidente Acli Domenico Rosati comparso sulle pagine di Avvenire, don Bizzotto proclama il fallimento dell'iniziativa e propone di tornare indietro a Spalato. Ma dopo molte discussioni 58 pacifisti di diversi paesi (35 francesi della organizzazione Harmony International di Cannes, 7 greci, 7 italiani, 6 spagnoli, 4 norvegesi, 3 belgi tra cui il senatore Paul-Joseph Benker e 4 olandesi, decidono di proseguire e, sfruttando il passaggio settimanale di convogli umanitari, raggiungono Sarajevo assediata l'11 agosto dove sosteranno tre giorni. Nel frattempo il gruppo principale, stipato in sette autobus, decide di raggiungere Mostar come obiettivo secondario, entrando nella città il 9 agosto; non essendo ricevuta da nessuna delegazione croata, la carovana decide di ripartire e pernottare a Medjugorie. Il rientro dei partecipanti in Italia avverrà in più riprese tra il 10 e il 12 agosto.
Questa volta l'eco della marcia supera i confini nazionali, grazie anche alla partecipazione diretta di Tim McCarthy del National Catholic Reporter (USA) e di Miguel Ángel Villana di El País (Spagna).
L'esito negativo della spedizione però attira le critiche da più parti, a partire dal Movimento nonviolento che con un articolo del direttore Valpiana accusa i promotori di non avere centrato nessun obiettivo a causa di una organizzazione carente e di strategie incerte. L'europarlamentare Gianni Baget Bozzo afferma che "il pacifismo è morto". Il sociologo Alberto L'Abate, presente all'iniziativa, parla di occasione mancata e anche Il Manifesto e Liberazione, sostenitori fin dalla prima ora, criticano quanto avvenuto. Albino Bizzotto commenterà in lacrime: "Alcuni di noi in questo momento abbassano lo sguardo, spero che un giorno potremo di nuovo fissarci tutti negli occhi".

### Filmografia
- Servizio su RAI1 in La storia siamo noi, https://web.archive.org/web/20160304222526/http://www.lastoriasiamonoi.rai.it/video/in-marcia-per-la-pace-a-sarajevo/2089/default.aspx
- Mir Sada – Pace ora (45', regia di Massimo M. Rossi - Enrico Venditti, prodotto dai Beati Costruttori di Pace, 1993),  https://www.youtube.com/watch?v=zlVAf_B95PM